# Жозе Оскар Бернарди
Жозе Оскар Бернарди (20. јун 1954) бивши је бразилски фудбалер.

## Каријера
Током каријере играо је за Сао Пауло и многе друге клубове.

## Репрезентација
За репрезентацију Бразила дебитовао је 1978. године, наступао и на Светском првенству 1978, 1982. и 1986. године. За национални тим одиграо је 59 утакмица и постигао 2 гола.

## Статистика
| Бразил | Бразил | Бразил |
| Год.   | Ута.   | Гол.   |
| ------ | ------ | ------ |
| 1978   | 11     | 0      |
| 1979   | 1      | 0      |
| 1980   | 4      | 0      |
| 1981   | 13     | 0      |
| 1982   | 11     | 1      |
| 1983   | 0      | 0      |
| 1984   | 2      | 0      |
| 1985   | 11     | 0      |
| 1986   | 6      | 1      |
| Укупно | 59     | 2      |